# Stanisław Siemieński-Lewicki
Stanisław Kostka Konstanty Maria Feliks Siemieński-Lewicki, hrabia, herbu Dąbrowa (ur. 17 maja 1864 we Lwowie, zm. 6 kwietnia 1918 w Wiedniu) – ziemianin, konserwatysta, członek Izby Panów austriackiej Rady Państwa.

## Życiorys
Właściciel dóbr Sianki w powiecie tureckim. Po śmierci ojca został właścicielem dóbr Pawłosiów w powiecie jarosławskim – siedziby rodowej Siemieńskich i III ordynatem chorostkowskim. Od 30 maja 1894 honorowy kawaler maltański, od 26 października c. k. szambelan cesarza Franciszka Józefa I. Rozbudował dwór w Pawłosiowie do rozmiarów pałacu, który w dużej mierze uległ zniszczeniu podczas I wojny światowej. Wiceprezes (1898) a potem prezes (1899) Galicyjskiego Towarzystwa Chowu Koni. Członek Komitetu do spraw chowu koni w Galicji (1910–1914). Prezes Towarzystwa popisów hippicznych we Lwowie (1913–1914) i członek komitetu Towarzystwa międzynarodowych wyścigów konnych w Krakowie (1913–1914). Członek Rady Nadzorczej Banku Melioracyjnego we Lwowie (1902–1914).
W 1906 burmistrz Chorostkowa. Członek Rady Powiatowej w Husiatynie (1910–1914) członek Wydziału Powiatowego w Husiatynie (1912–1914). Dziedziczny członek Rady Panów austriackiej Rady Państwa (od 26 października 1907 do 28 października 1918).

## Rodzina
Syn Wilhelma Stanisława i Zofii Celestyny z Lewickich. Żonaty od 15 lutego 1890, z Zofią z Tarnowskich (1869–1954), córką Jana Tarnowskiego i Zofii z Zamojskich. Miał z nią trzech synów: IV ordynata Stanisława Jana (1893–1963), Jana (1894–1963), Wilhelma (1896–1922) i dwie córki: Zofię późniejszą Tyszkiewiczową (1899–1966) i Elżbietę (1901–1967).